# Щільність множини
Густина (вимірної) множини {\displaystyle E} на дійсній прямій {\displaystyle \mathbb {R} }, в точці {\displaystyle x} ― границя (якщо вона існує) відношення
{\displaystyle \lim _{|D|\to 0}|E\cap D|/|D|}
де {\displaystyle D} — довільний відрізок, що містить {\displaystyle x}, а {\displaystyle |D|} ― його міра Лебега. Якщо замість міри розглядати зовнішню міру, то вийде означення зовнішньої густини {\displaystyle E} в точці {\displaystyle x}.
Аналогічно вводиться густина в {\displaystyle n}-вимірному просторі. При цьому довжини відрізків замінюються об'ємами відповідних {\displaystyle n}-вимірних паралелепіпедів з гранями, паралельними координатним площинам, а границя розглядається при прямуванні до нуля діаметра паралелепіпеда.
Для множин з {\displaystyle \mathbb {R} } виявляється корисним поняття правої (лівої) густини {\displaystyle E} в точці {\displaystyle x}, яке виходить із загального означення, якщо в ньому розглядати лише відрізки {\displaystyle D}, мають лівим (правим) кінцем точку {\displaystyle x}.

## Пов'язані означення
- Точка густини — точка в якій густина дорівнює одиниці.
  - Майже всі точки вимірної множини є його точками густини.
- Точка розрідження — точка в якій густина дорівнює нулю.